# Galactia smallii
Galactia smallii är en ärtväxtart som beskrevs av A.Herndon. Galactia smallii ingår i släktet Galactia och familjen ärtväxter. Inga underarter finns listade i Catalogue of Life.